# Mirna Acosta Tena
Mirna Violeta Acosta Tena (Copándaro, Michoacán, 22 de junio de 1983) es una arquitecta y política mexicana, actual Presidenta Municipal de Copándaro, municipio ubicado a las orillas del Lago de Cuitzeo.

## Biografía
Mirna Violeta Acosta Tena nació en una familia de campo de la comunidad de San Agustín del Maíz, en Copándaro, Michoacán. 
Se graduó como arquitecta por la Universidad Michoacana de San Nicolás de Hidalgo, en Morelia, y ejerció durante un año en la iniciativa privada. 
Incursionó en el servicio público en 2008, como directora de Obras Públicas y Urbanística Municipal en el H. Ayuntamiento de Copándaro. De 2012 a 2014 ocupó el cargo de Directora de Obras Públicas en el H. Ayuntamiento de Panindícuaro. Posteriormente, trabajó en la Auditoría Superior de Michoacán como Auditora de Obra Pública.
Su interés en la política comenzó como simpatizante del Partido de la Revolución Democrática en 2000. En el tema electoral, participó como candidata  a Presidenta Municipal de Copándaro en 2011, 2015 y 2018. Posteriormente, se sumó a las filas de Movimiento Regeneración Nacional.
Desde 2018 es presidenta Municipal de Copándaro.

## Trabajo por la mujer
Recientemente, ha unido esfuerzos con la Federación de Ciudadanas Organizadas de México (FECOM A.C.) para apoyar a las mujeres a través de proyectos enfocados en la salud, el bienestar y el desarrollo femenino.